# Agnes Mowinckel
Agnes Mowinckel (Bergen, 25 de agosto de 1875-Oslo, 1 de abril de 1963) fue una actriz y directora de teatro noruega. Nacida en una familia ilustre, se convirtió en la primera directora de escena profesional de Noruega. Pionera en llevar la pintura al teatro, hizo de la luz un elemento artístico, e involucró a compositores contemporáneos. Participó en experimentos teatrales, trabajó en pequeños teatros de Oslo y fundó su propio teatro.
Su primera puesta en escena fue una adaptación de la obra de Frank Wedekind, Despertar de Primavera, en Intimteatret en 1922; a continuación trabajó como directora de escena para Det Norske Teatret. De 1927 a 1928 fue la encargada del teatro de vanguardia Balkongen en Oslo. En 1929 se estrenó como productora en Det Nye Teater. Durante los años 1930 dirigió una serie de representaciones en el Nationaltheatret y en Det Norske Teatret. Tras la Segunda Guerra Mundial, cuando ya tenía setenta años, fue responsable de la instauración de Studioteatret y Folketeatret; produjo obras para el Trøndelag Teater, así como un número de obras para el Nationaltheatret. Poseía una personalidad magistral y enérgica, y se la considera popularmente como la «pesadilla» del teatro noruego.
Como actriz, interpretaba papeles protagónicos, aunque rara vez extendía sus contratos. Se estrenó en escena en el teatro de Bergen Den Nationale Scene en 1899, y se unió al Sekondteatret desde su primera temporada hasta su matrimonio. Tras diez años, volvió al teatro en una gira de un año con el Nationalturneen, y actuó durante una temporada con la Trondhjems nationale Scene. Agnes también participó en películas danesas a mediados de los años 1910, y aparecería de forma regular en el Centralteatret de 1916 a 1921. Firmó un contrato de tres años como actriz con Det Nye Teater (1928).

## Biografía
Mowinckel nació en Bergen, en el seno de una familia destacada. Era descendiente del célebre comerciante Johan Ernst Mowinckel (1759-1816). Sus padres eran Edward Christian Mowinckel, también comerciante, y Cornelia Schultz Blydt; creció junto a ocho hermanos. Su hermano mayor, Johan Ernst, era un importante comerciante y político de Bergen, y fue miembro del parlamento noruego durante una legislatura.
Era prima segunda del primer ministro Johan Ludwig Mowinckel, y cuñada de los críticos de teatro Gunnar Heiberg y Sigurd Bødtker. Desde 1899 hasta 1909 estuvo casada con Hans Brecke Blehr, con el que tuvo tres hijos. Luego se haría íntima amiga de su cuñado Sigurd Bødtker, tras el divorcio de este último respecto a la hermana de Blehr en 1910. Finalmente, ambos vivieron juntos.
En 1917 compró una casa de verano en la isla de Hvasser. El sitio recibió el nombre de "Abergeldie", denominación escrita en un plato encontrado en la playa y colgado más tarde en la puerta delantera de su casa. Poco después se construiría un anexo llamado "Sivertstua", el cual se convertiría en la residencia de Sigurd Bødtker. Sus amigos la visitaban con frecuencia en su casa de Hvasser, convirtiéndose en un punto de encuentro para pintores y escritores.

### Primeros años

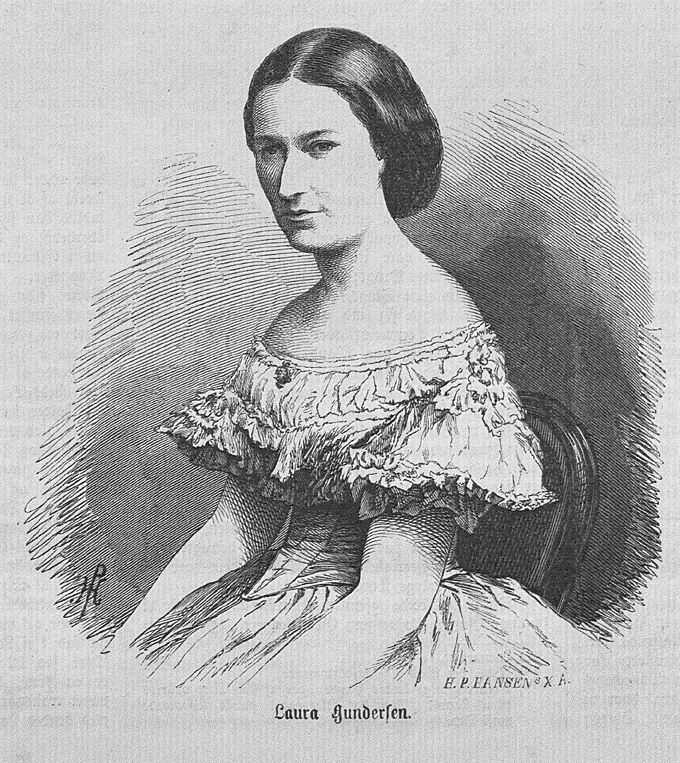
La actriz Laura Gundersen influyó en los comienzos de Mowinckel en el mundo del espectáculo.

En 1894, con diecinueve años, Agnes Mowinckel viajó a Kristiania para tomar clases de dibujo en Den kgl. Tegneskole. En Kristiania se hizo amiga de Laura Gundersen, la actriz principal del teatro de Christiania. Agnes visitaría a Laura y a su marido Sigvard Gundersen varios días a la semana, y contribuiría al estudio de las obras. El amigo berguense de Mowinckel, Hans Blehr, también estaba en Kristiania. Ambos frecuentaban los cafés de la ciudad, uniéndose al círculo de artistas, muchos de los cuales se convirtieron posteriormente en parte de su red social. Tras pasar un año en Kristiania, Mowinckel regresó a Bergen. De vuelta en Bergen, trabajó como profesora en un colegio de chicas; también asistía a las clases de Ludovica Levy en Den Nationale Scene. Saltó por primera vez al escenario en Den Nationale Scene el 2 de enero de 1899, como "Anna Hielm" en la obra de Heiberg Kong Midas. Su segunda actuación fue en el papel de "Hjørdis" en la obra de Ibsen Hærmendene paa Helgeland. Le ofrecieron un puesto en Den Nationale Scene en Bergen, pero decidió unirse a Ludovica Levy en su Sekondteater en Kristiania. En su primera actuación en Sekondteatret en agosto de 1899, interpretó el papel de "María Estuardo" en la obra de Schiller del mismo nombre. En octubre, interpretó a "Anna Hielm" en Kong Midas en Kristiania. En octubre de ese mismo año, Mowinckel contrajo matrimonio con Hans Blehr, apenas unos meses mayor que ella. Con él tuvo dos hijos: Hans (nacido en junio de 1900) y Karen Lisbeth (nacida en octubre de 1901). La casa de Blehr en Lysaker, una gran propiedad con varios criados, se convirtió en un punto de encuentro para pintores y escritores, con Mowinckel-Blehr como anfitriona. Entre sus amigos estaban los escritores Sigurd Bødtker, Sven Elvestad, Olaf Bull, Nils Kjær y Nils Collett Vogt, y los pintores Christian y Oda Krohg. Su primera aparición en el Nationaltheatret tuvo lugar en 1902, en unas pocas representaciones cuando reemplazó a Ragna Wettergreen en el papel protagónico de La señora Inger de Østeraad.

### Regreso en 1909
En 1909, tras diez años como esposa y ama de casa, Mowinckel se separó de Blehr. Al encontrarse sin un sitio donde vivir, sin dinero y sin trabajo, y con tres niños pequeños a cargo, Mowinckel se unió al teatro ambulante Nationalturneen durante la temporada 1909/1910, como actriz y encargada de vestuario. En ese mismo teatro interpretó a "Alaine de l'Estaile", la protagonista, en la obra Revolutionsbryllup de Michaëlis. Asimismo, su interpretación de la "Sra. Hertz" en la obra de Nathansen, Daniel Hertz, fue muy bien acogida por la crítica. Mowinckel fue una de las primeras empleadas de la Trondhjems nationale Scene en 1911, y actuó en Trondheim durante una temporada. En la primera representación, interpretó el papel de "Borghild" en la obra de Bjørnson Sigurd Jorsalfar, mientras que en la obra de  Ibsen, La señora del mar, se puso en la piel de "Elida Wangel". También interpretó el personaje de "Elida" en Den Nationale Scene de Bergen en 1912. Ese mismo año, estuvo de visita en Londres y París, lo que contribuiría a su etapa posterior como directora de escena. En Londres, entró en contacto con Gordon Craig, llegando a sentir especial admiración por sus teorías de diseño, como la puesta en escena y el uso de la iluminación. En París recibió el influjo de Charles Dullin, especialmente su forma de entretejer teatro, música y pintura. En los años 1910, Mowinckel participó en algunas películas danesas. Una de ellas fue el cortometraje Proletargeniet de 1914, en el que interpretó el papel de la esposa de un profesor. Se cree que trabajó en otras tres o cuatro películas, aunque las cintas parecen no haber sobrevivido el paso del tiempo.

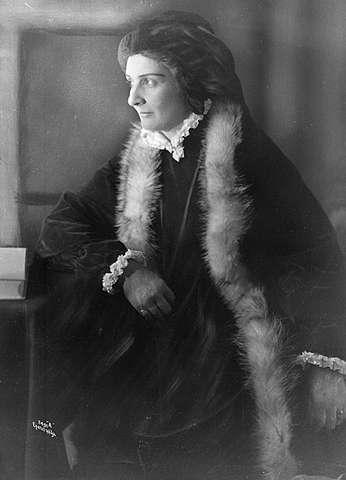
Mowinckel como la Señora Inger, 1921

A su regreso a Kristiania, se asentó en Elisenbergveien y aún conservaba su círculo social. Su casa estaba abierta a familiares y amigos. Entre los visitantes habituales estaban el crítico de teatro Sigurd Bødtker, que finalmente se mudaría con ella, Olaf Bull, Nils Kjær, Helge Krog, Ronald Fangen, Sigurd Hoel, Nini Roll Anker, Oda Krohg, Hulda Garborg, Sigrid Undset, Jens Thiis y Sven Elvestad. El grupo solía reunirse en el restaurante Anden Etage en el Hotel Continental. Mowinckel siempre iba bien vestida, normalmente con ropa de su propio diseño y sombreros.
En 1916, también en el Centralteatret, Mowinckel interpretó el personaje principal de la obra de Jan Fabricius, Fru Ynske, y el personaje de "Rosa Mamai" en la obra de Daudet, L'Arlésienne. En 1917 interpretó el papel de "Anna Hielm" en el Centralteatret, en Kong Midas. Su interpretación de la "Sra. Alving" en la obra Fantasmas de Ibsen en el Centralteatret en 1919 recibió el elogio de la crítica. En la edición de 1924 de la enciclopedia Salmonsens Konversationsleksikon se incluye a la "Sra. Alving" como uno de los mejores papeles. En 1921, su interpretación de la protagonista de la obra de Ibsen La señora Inger de Østeraad en el Centralteatret fue un gran éxito, reconocido por la crítica.

### Directora de escena desde 1922
En 1922 Mowinckel dirigió una adaptación de la obra de Wedekind, Despertar de Primavera, en el Intimteatret. La obra tuvo buen recibimiento por parte del público, con ovaciones. Esta fue la primera vez en que las pinturas de Munch aparecieron en la escena noruega. En un artículo retrospectivo de 1939 Anton Rønneberg calificó este evento como un día importante en la historia del teatro noruego. El autor destacó el ojo artístico de Mowinckel por la puesta en escena, y por la sintonía entre el decorado escénico, la vestimenta de los actores, la iluminación y la coreografía.
Mowinckel produjo un total de veintiocho obras para Det Norske Teatret. Johan Borgen reconoció el aporte de Mowinckel a Det Norske Teatret, sobre todo su apuesta por el drama reciente europeo. Su primera producción fue Myrkemakti (ruso: Власть тьмы) de León Tolstói en febrero de 1923, tras la cual fue nombrada instructora en Det Norske Teatret por un período de dos años. Produjo la obra de la célebre escritora sueca Selma Lagerlöf, Keisaren av Portugalia, en abril de 1923, Raudtind (francés: La dent rouge) de Lenormand en octubre, y Mikkel Larsen-gutane del danés Skjoldborg en octubre de 1923. Su dirección de la comedia de  Tu, Kjærleik på Lykteland, en diciembre de 1923, fue un éxito en taquilla. En enero de 1924 fue la protagonista de la obra La señora Inger de Østeraad de Ibsen. En marzo de ese mismo año produjo la obra de Rytter, Herman Ravn, en abril la recién estrenada Jo Gjende de Ørjasæter, y en octubre R.U.R. de Čapek. En noviembre de 1924 produjo e interpretó en la obra de Nexö, Dangardsfolket. En 1924 Mowinckel escenificó la obra de Crommelynck, Den praktfulde hanrei (Le cocu magnifique), en Det Frie Teater. Esta fue la primera revelación de la actriz Tore Løkkeberg, cuando, al interpretar el papel de "Stella", enseñó su pecho descubierto. En febrero de 1925 produjo la obra histórica de Gullvåg, Den lange notti, en Det Norske Teatret.

### Nationaltheatret 1925-1926
En 1925 Mowinckel fue contratada por el director de teatro Bjørn Bjørnson como directora de escena de forma permanente en el Nationaltheatret. Esta decisión no fue muy popular entre los actores más veteranos. Su primera producción fue un éxito, una adaptación de la obra de Vane, Outward Bound (Til ukjent havn), representada en septiembre de 1925. Su próximo esfuerzo resultó ser un desastre, cuando le pidieron que adaptara la obra de Ibsen El pequeño Eyolf; la primadonna Johanne Dybwad, que interpretaba a uno de los personajes, se rehusó a cooperar. La obra finalmente se retiró del repertorio. En enero de 1926, Mowinckel representó Swedenhielms de Bergman, y en marzo de 1926 llevó a escena la obra de Christiansen, Edmund Jahr. Su producción de la obra de Shaw, Juana de Arco en noviembre de 1926, en la que la cantante de ópera Cally Monrad interpretó el papel principal, no consiguió el éxito esperado. Como resultado, los empleados más influyentes del teatro responsabilizaron a Mowinckel por el debacle, y solicitaron al director del teatro Bjørnson que la despidiera de su puesto como directora de escena. Mowinckel dejó el teatro ese mismo día, y rescindió su contrato para la próxima temporada. El mismo Bjørnson renunciaría a su cargo medio año más tarde.

### Directora de teatro en Balkongen 1927-1928

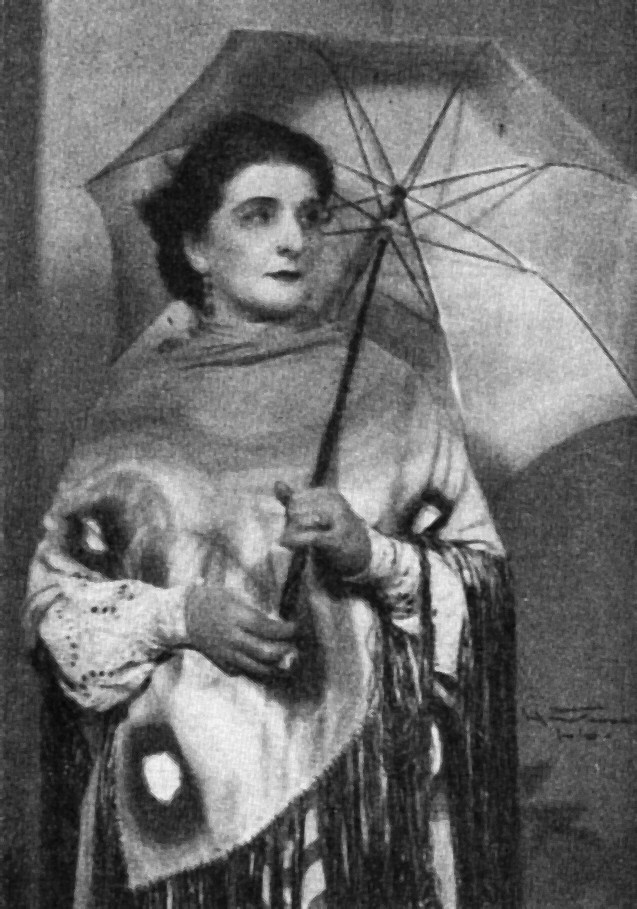
Mowinckel como Ellida Wangel en La señora del mar de Ibsen, en Balkongen, 1928.

Tras los incidentes en el Nationaltheatret, Mowinckel fundó su propio teatro en 1927, llamado Balkongen. Estaba ubicado en la antigua sala de conciertos de Brødrene Hals, que había sido usada con anterioridad por el teatro Chat Noir. La primera producción fue la obra de Aleichem, Hevnens gud. Entre otras producciones se incluyen Periferi de Langer, Toni de Kaus, Dybuk de Ansky, La señora del mar de Ibsen, y la primera puesta en escena de Obstfelder, De røde draaber.

### Final de los años 1920 y 1930
Mowinckel interpretó a la "Señora Inger" en el Centralteatret con motivo del aniversario de Ibsen en 1928. En mayo de 1928 produjo la obra de Vesaas, Frå fest til fest, para Det Norske Teatret, así como Plogen og stjernone de O'Casey en septiembre de 1929. Interpretó el personaje masculino "Thy" en  Livets Spill de Knut Hamsun durante la apertura de Det Nye Teater en febrero de 1929, y dirigió e interpretó en la obra de Ibsen, Casa de muñecas, para Det Nye Teater en 1929. En 1931 representó la comedia de Stuart, Fra ni til seks, en Centralteatret. En Det Norske Teatret  en marzo de 1931 representó una adaptación de Carl y Anna de Frank, Alle Guds born har vengjer de O'Neill, y en noviembre de 1931 Syndebukken, de Soini. En febrero de 1932 produjo la adaptación de Braaten de la obra de Zuckmayer Der Hauptmann von Köpenick. Como publicidad, permitieron a los "soldados" alemanes patrullar por las calles, lo que fue cuestionado desde la embajada de Alemania en Oslo. En mayo de 1932, Mowinckel produjo la obra de  Gregorio Martínez Sierra, Dei spanske nonnone (en español: Canción de cuna), en septiembre la obra de Langer, Kamelen gjennom nålauga (en checo: Velbloub uchem jehly, y en inglés: The Camel through the Needle's Eye), y en octubre de 1932 la adaptación de Drabløs de la obra de Falkberget, Eli Sjursdotter. En febrero de 1933 produjo Under Sovjet de Glebov, y en diciembre, Anne på Torp de Ørjasæter.  En 1933 representó la adaptación de Gjesdahl de la obra de Christa Winsloe, Gestern und heute, en Det Nye Teater, cuya puesta en escena generó buena impresión en el público.
El próximo cometido de Mowinckel para el Nationaltheatret tras el incidente de 1927 fue la producción de la comedia de Oneill, Ah, Wilderness! (en noruego: Skjønne ungdom) en marzo de 1934. Esta fue la primera producción europea de la comedia. A partir de entonces, aparecería con frecuencia por el teatro. Entre sus producciones están John Gabriel Borkman y Rosmersholm de Ibsen, la obra de Bjørnson, Paul Lange og Tora Parsberg, Agnete de Skram, y las obras de Luigi Pirandello, Borgen, Grieg y Abell. En abril de 1935 produjo Jegor Bulytsjov de Máximo Gorki en Det Norske Teatret, la primera representación de la obra fuera de la Unión Soviética, y en octubre de 1935 produjo la comedia histórica de Olav Hoprekstad, Jarlen. Interpretó el personaje del título en la obra de Kaj Munk, Diktatorinnen, en el Nationaltheatret en 1939.

### Segunda Guerra Mundial
En enero de 1941 Mowinckel representó la obra de Ørjasæter, Jo Gjende, en Det Norske Teatret. Interpretó el personaje "Merete Beyer" en la obra de Wiers-Jenssen, Anne Pedersdotter, en el Nationaltheatret en febrero de 1941. Representó la comedia de Kielland, Tre Par, para el Nationaltheatret en abril de 1941. Tre par fue la última representación antes de que las autoridades nazis se hicieran con el control del Nationaltheatret. En enero de 1942 produjo Kiærlighed uden strømper de Wessel, y en febrero Anne Pedersdotter de Wiers-Jenssen en el Trøndelag Teater. En octubre de 1942 representó la obra de Kinck, Agilulf den vise, en Det Norske Teatret, la última producción antes de que el director del teatro, Hergel, abandonara el país para escapar de la ocupación alemana.

### Período de posguerra
En 1945 Mowinckel ayudó a Jens Bolling con el preparativo para la primera producción del Studioteatret, una adaptación de la obra de Wilder, The Long Christmas Dinner, pero no quiso aparecer en los créditos. La obra se estrenó en Oslo el 15 de junio de 1945, con buen recibimiento por parte de la crítica. En octubre de 1945 produjo La señora Inger de Østeraad de Ibsen para el Trøndelag Teater, la primera producción del teatro tras la ocupación de Noruega por la Alemania nazi. La representación de apertura tuvo lugar el 2 de octubre, y Mowinckel también se puso en la piel del personaje "Inger Gyldenløve". El 6 de octubre se celebró una representación en memoria de Henry Gleditsch, con la presencia del príncipe Olaf de Noruega (futuro rey Olaf V), la princesa Marta de Suecia y familiares de las víctimas de las ejecuciones extrajudiciales de 1942. Mowinckel contribuyó leyendo el poema de Nordahl Grieg, "Årsdagen". En febrero de 1946 dirigió la obra de Wilder, Our Town, para el Studioteatret, con ovación por parte del público y de la crítica. En el transcurso del verano de 1946, el teatro realizó una gira por las provincias norteñas de Troms y Finnmark, que habían sido dañadas considerablemente durante la guerra, y se representó Our Town en veintiséis sitios diferentes. En 1947 Mowinckel representó la obra de Jean-Paul Sartre, La puta respetuosa, para el Studioteatret, con Merete Skavlan como la exitosa prostituta "Lizzie". Interpretó el personaje de "Bernanda" en una adaptación de la obra de Federico García Lorca, La casa de Bernarda Alba, en 1947, con la participación de Gerda Ring. En diciembre de  1948 representó la obra de Abell, Dager på en sky, en el Nationaltheatret, y también interpretó el personaje de "Hera". En enero de 1949 dirigió La danza de la muerte de August Strindberg en Det Norske Teatret. Al cumplir 75 años, interpretó el personaje de "Thalia" en Dronning går igjen de Abell en el Nationaltheatret, una obra escrita especialmente para ella. Una representación estrella tuvo lugar el 1 de diciembre, conmemorando sus 50 años como actriz. En mayo de 1950 representó Los pretendientes de Ibsen, celebrando los mil años de Oslo. Llevó a escena la célebre obra de T. S. Eliot, Cocktail Party, en el Nationalteatret en abril de 1951, y la obra de George Bernard Shaw, César y Cleopatra, en noviembre de 1951. Mowinckel dirigió la obra de apertura del Folketeatret en 1952, con Tante Ulrikke de su cuñado Gunnar Heiberg. En mayo de 1953 representó María Estuardo de Friedrich Schiller  en el Nationaltheatret, con motivo de la visita de la reina Juliana de los Países Bajos. Representó la primera producción de la obra de Stenersen, Eva og Johannes, en el Nationalteatret en noviembre de 1953. En septiembre de 1954 representó Un enemigo del pueblo de Ibsen en el Trøndelag Teater. En enero de 1955 la nueva obra de Havrevold, Uretten, fue adaptada al teatro por Mowinckel, y se representó en el Nationalteatret. El argumento de la obra giraba en torno al derecho de las mujeres. En mayo de 1956, Mowinckel produjo otra obra de Ibsen, esta vez El pequeño Eyolf. Su última aparición en escena fue en 1963, cuando interpretó a la anciana "Camilla Collett" en el Oslo Nye Teater.

## Legado
Varios artistas crearon retratos de Mowinckel que se encuentran en dominio público. En el Theatercafeen de Oslo había un retrato de Mowinckel, al lado de la entrada, pintado por Henrik Lund, pero se cambió de lugar más tarde. Un retrato por Christian Krohg se encuentra en la Galería Nacional de Noruega. El retrato de Henrik Sørensen se puede ver en Den Nationale Scene en Bergen, mientras que un retrato del autor Kai Fjell se encuentra en el Nationaltheatret.
Mowinckel tenía una personalidad muy temperamental, lo que le llevó a ganarse apodos como "Volcán", "Centro de la tormenta", "Águila" o "Desastre natural". El pintor y empleado de teatro Ferdinand Finne la llamó «la pesadilla del teatro noruego» Su biógrafa Lise Lyche utilizó esta frase para el título de su libro, Norsk teaters mare, publicado en 1990.
Mowinckel recibió la beca de artista (en noruego: , Statens Kunstnerlønn) en 1945, y fue miembro de honor de la Asociación Noruega de Igualdad de Actores desde 1948. Está enterrada en el cementerio honorario de Æreslunden en Vår Frelsers gravlund, en Oslo.